# Kravany (okres Trebišov)
Kravany (v minulosti Kravian, maďarsky Kereplye) jsou obec na Slovensku v okrese Trebišov.

## Symboly obce
Podle heraldického rejstříku má obec následující symboly, které byly přijaty 4. listopadu 2003. Znak je charakterizován zemědělskými nástroji a současně i zaměstnaneckým motivem, podle historického pečetidla obce z roku 1786.

### Znak
V modrém štítě pětizubé hrábě bez středního zubu, překřížené dvěma dvouzubými vidlemi - vše zlaté.

### Vlajka
Vlajka má podobu tří podélných pruhů žlutého, modrého, žlutého v poměru 3:2:3. Vlajka má poměr stran 2:3 a ukončena je třemi cípy, tj. dvěma zástřihy, sahajícími do třetiny jejího listu.

## Dějiny
V prvních dvou desetiletích 14. století byly Kravany ve vlastnictví šlechtice Petra, syna Petena, kterému jejich majetek zkonfiskoval král Karel Robert a v roce 1321 daroval šlechticům z rodu Bokša. Tento dokument je nejstarší zachovaný písemný doklad o vesnici Kravany. Obec byla ve 2. světové válce vypálená, po válce byla vesnice obnovena.